# Bathyphytophilidae
Bathyphytophilidae is een familie van weekdieren uit de klasse van de Gastropoda (slakken).

## Geslachten
- Aenigmabonus Moskalev, 1978
- Bathyphytophilus Moskalev, 1978